# La Espigadilla
La Espigadilla è un comune (corregimiento) della Repubblica di Panama situato nel distretto di Los Santos, provincia di Los Santos. Si estende su una superficie di 28,1 km² e conta una popolazione di 1.675 abitanti (censimento 2010).